# 喬治·杜克
喬治·杜克（英語：George Duke，1946年1月12日至2013年8月5日）是美國鋼琴家、作曲家和音樂製作人。
他最早於舊金山音樂學院學習長號演奏，並且在之後和巴瑞·曼尼洛等著名人士皆有合作經驗。其中最著名的作品是在1969年時與爵士小提琴家尚·盧克·邦提共同發表的專輯《Jean-Luc Ponty Experience with the George Duke Trio》，之後在1983年兩人再度共同發表音樂專輯《個人選擇》。1970年時他加入了「The Mothers of Invention」，不過在隔年時則離開樂團並與加農炮艾德利展開合作，一直到1973年重新回到了「The Mothers of Invention」，後來他與弗蘭克·扎帕共同組成了音樂團體。之後在1979年麥可·傑克森的專輯《Off the Wall》中他參與了演出，而邁爾士·戴維斯兩張音樂專輯《楚楚》（1986年）和《雅曼德拉》（1989年）亦有加入製作團隊。

## 外部連結
- （英文） George Duke :: Online（页面存档备份，存于）
- （英文） George Duke (1946–2013)（页面存档备份，存于）
- （英文） George Duke（页面存档备份，存于）
- （英文） George Duke Interview - New Album, More Treats（页面存档备份，存于）
- （英文） Under Your Skin Interviews: John McLaughlin & George Duke Interviews（页面存档备份，存于）
- （英文） George Duke – Part 1 (2012)（页面存档备份，存于）
- （英文） George Duke – Part 2 (2012)（页面存档备份，存于）
- （英文） SoulMusic Hall Of Fame